# 齊諾·弗朗切斯卡悌
勒內-夏爾斯·齊諾·弗朗切斯卡悌（法語：René-Charles "Zino" Francescatti，1902年8月9日—1991年9月17日）是一位法國的小提琴家。

## 生平
弗朗切斯卡悌出生於马赛一個音樂世家，他的雙親都從事小提琴演奏。弗朗切斯卡悌3歲習琴，很快就展現神童般的天分，5歲起便開始演出，10歲時完成生涯初登場。
1927年，弗朗切斯卡悌前往巴黎高等音乐师范学院擔任教職。1939年，他與约翰·巴比罗利、纽约爱乐合作，初次在美國方面演出。二戰結束之後的卅年間，弗朗切斯卡悌是國際樂壇最活躍的小提琴家之一。1976年，弗朗切斯卡悌宣布退休。
1991年，弗朗切斯卡悌於罗讷河口省拉西奥塔逝世，享年89。

## 評價
以抒情的演出風格為人所知，並且是當代小提琴音樂及作曲家如米约、伯恩斯坦和席曼诺夫斯基等人的擁護者。—大英百科全书
做為樂壇的一線名家，弗朗切斯卡悌有著出色的演奏能力，足以駕馭门德尔松、聖桑、布鲁赫等浪漫主義時期的主要協奏曲作品。此外，他在室內樂方面亦有貢獻，經常與羅伯特·卡薩德修斯合作，他倆的貝多芬全本奏鳴曲（以LP形式出版）亦受好評。

## 獲獎與榮譽
- 法國大十字勳章（法语：Grand-croix de l'ordre national du Mérite），1989年2月25日[1]

## 軼事
- 弗朗切斯卡悌擁有1727年製的斯特拉底瓦里「哈特」（Hart）。退休後，弗朗切斯卡悌將該琴售出[b]，成立了「齊諾·弗朗切斯卡悌基金會」，專注於提攜樂壇後進。該基金會的運作位於罗讷河口省的拉西奥塔。
- 1987年，以弗朗切斯卡悌為名的小提琴競賽在艾克斯開辦。

## 外部連結
- 齊諾·弗朗切斯卡悌的Discogs页面（英文）